# Rauhenberg (Helmbrechts)
Rauhenberg ist ein Gemeindeteil der Stadt Helmbrechts im Landkreis Hof (Oberfranken, Bayern). Rauhenberg liegt in der Gemarkung Baiergrün.

## Geografie
Die Einöde liegt am östlichen Hang des 706 m ü. NHN hohen Rauhenberges sowie nahe dem Quellgebiet der Wilden Rodach, das sich südwestlich der kleinen Ortschaft befindet. Der Ort liegt auf der Wasserscheide zwischen Main und Saale und am Eingang eines beidseitig von Wald bestandenen Tales. Die Staatsstraße 2194 führt nach Pillmersreuth (0,6 km nördlich) bzw. nach Einzigenhöfen (0,7 km nordöstlich). Die Staatsstraße 2158 führt nach Lehsten (1,3 km südwestlich).

## Geschichte
Rauhenberg gehörte zur Realgemeinde Baiergrün. Gegen Ende des 18. Jahrhunderts bestand Rauhenberg aus zwei Anwesen. Die Hochgerichtsbarkeit stand dem bayreuthischen Vogteiamt Schauenstein zu. Das bayreuthische Kastenamt Kulmbach war Grundherr der beiden Tropfhäuser.
Von 1797 bis 1810 unterstand Rauhenberg dem Justiz- und Kammeramt Naila. Infolge des Ersten Gemeindeedikts wurde Rauhenberg dem 1812 gebildeten Steuerdistrikt Baiergrün und der zugleich entstandenen Ruralgemeinde Baiergrün zugewiesen. Im Zuge der Gebietsreform in Bayern wurde Rauhenberg am 1. Juli 1972 nach Helmbrechts eingemeindet.

### Baudenkmäler
- Haus Nr. 2: ehemaliges Weberhaus[8]

### Einwohnerentwicklung
| Jahr      | 1819   | 1861   | 1871   | 1885   | 1900   | 1925   | 1950   | 1961   | 1970   | 1987  |
| Einwohner | *      | 21     | 26     | 22     | 20     | 10     | 14     | 5      | 4      | 5     |
| Häuser    |        |        |        | 3      | 3      | 2      | 2      | 2      |        | 1     |
| Quelle    | [ 10 ] | [ 11 ] | [ 12 ] | [ 13 ] | [ 14 ] | [ 15 ] | [ 16 ] | [ 17 ] | [ 18 ] | [ 1 ] |

## Religion
Rauhenberg ist evangelisch-lutherisch geprägt und bis heute nach St. Bartholomäus (Schauenstein) gepfarrt.